# 1802 en musique classique
| \| • Retour à la chronologie générale de la musique classique • \| |
| Grèce • Rome • Haut Moyen Âge • VIIIe siècle • IXe siècle • Xe siècle • XIe siècle XIIe siècle • XIIIe siècle • XIVe siècle • XVe siècle • XVIe siècle • XVIIe siècle XVIIIe siècle • XIXe siècle • XXe siècle • XXIe siècle |
| • Retour à la chronologie générale de la musique classique • |

| Années en musique classique : 1799 - 1800 - 1801 - 1802 - 1803 - 1804 - 1805    |
| Décennies en musique classique : 1770 - 1780 - 1790 - 1800 - 1810 - 1820 - 1830 |

Cet article présente les faits marquants de l'année 1802 en musique.

## Événements
- 4 mai :  Sémiramis, opéra de Charles Simon Catel, créé à Paris.
- 6 octobre : Ludwig van Beethoven rédige le Testament de Heiligenstadt, dans lequel il révèle le drame de la surdité qui commence à le handicaper. Cette lettre ne sera découverte qu'en 1827, après sa mort.

Date indéterminée
- Ludwig van Beethoven compose la Romance pour violon et orchestre no 1 en sol majeur.
- Christian Ernst Graf compose, sur un livret de Karl Wilhelm Richter, la cantate Der Tod Jesu pour célébrer la paix entre la France et l'Angleterre.

## Naissances

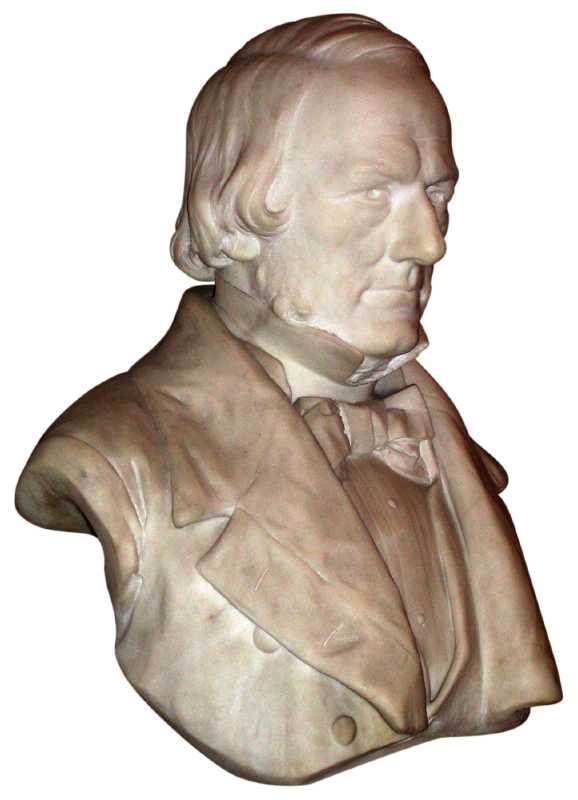
Charles-Auguste de Bériot

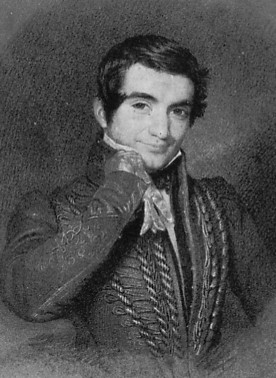
Cesare Pugni

- 20 février : Charles-Auguste de Bériot, violoniste belge († 8 avril 1870).
- 3 mars : Adolphe Nourrit, ténor français († 7 mars 1839).
- 5 mars : James Turle, organiste et compositeur anglais († 28 juin 1882).
- 13 avril : Joseph Kelm, comédien et chanteur français († 29 janvier 1882).
- 27 avril : Louis Niedermeyer, compositeur français († 14 mars 1861).
- 22 mai : Joseph d'Ortigue, musicographe, critique musical et historien de la musique français († 20 novembre 1866).
- 31 mai : Cesare Pugni, compositeur italien († 29 janvier 1870).
- 12 juillet : Charles-Louis Hanssens, compositeur belge († 8 avril 1871).
- 27 juillet : Benedict Randhartinger, compositeur et chanteur autrichien († 23 décembre 1893).
- 10 août : Wilhelm Wieprecht, chef d'orchestre, compositeur allemand, réformateur de la musique  militaire et inventeur d'instrument de musique († 4 août 1872).
- 23 août : Eugène Massol, ténor puis baryton français († 30 octobre 1887).
- 7 octobre : Wilhelm Bernhard Molique, compositeur allemand († 10 mai 1869).
- 7 novembre : Marianna Bottini, compositrice et professeur de harpe italienne († 25 janvier 1858 (à 55 ans)).
- 21 décembre : Francesco Lucca, éditeur italien d'ouvrages musicaux († 20 novembre 1872).

Date indéterminée
- Jancsi Balogh Sági, compositeur et violoniste hongrois († 1876).
- Marion Dix Sullivan, compositrice américaine († 1860).

## Décès
- 24 janvier : Josep Duran, compositeur espagnol (° 1730).
- 27 janvier : Johann Rudolf Zumsteeg, musicien allemand (° 10 janvier 1760).
- 29 janvier : Christian Gottfried Telonius, compositeur allemand (° 1er novembre 1742).
- 20 mars : Isidore Bertheaume, violoniste et compositeur français (° vers 1752).
- 28 juillet : Giuseppe Sarti, compositeur italien (° 1er décembre 1729).
- 5 août : François Chatillon, acteur et chanteur français (° 16 septembre 1729).
- 7 août : Henri Larrivée, chanteur d'opéra français (° 9 janvier 1737).
- 10 août : Antonio Lolli, violoniste et compositeur italien (° vers 1725).
- 23 août : Corona Schröter, chanteuse, compositrice et actrice allemande (° 14 janvier 1751).
- 1er septembre : François-Joseph Hérold, musicien français (° 10 mars 1755).
- 22 octobre :
  - Samuel Arnold, organiste et compositeur anglais (° 10 août 1740).
  - Sophie Arnould, cantatrice française (° 13 février 1740).
- 30 octobre : Jacques-Philippe Lamoninary, compositeur et violoniste français (° 14 septembre 1707).